# Antoni Petrykiewicz
Antoni Petrykiewicz (ur. 16 grudnia 1904 w Dublanach, zm. 14 stycznia 1919 we Lwowie) – polski gimnazjalista, żołnierz 8 kompanii 1 pułku strzelców lwowskich, Orlę Lwowskie, uczestnik walk w obronie Lwowa w 1918 roku, najmłodszy w historii kawaler Orderu Virtuti Militari.

## Życiorys
Urodził się 16 grudnia 1904 roku. Był najmłodszym dzieckiem w rodzinie. Został ochrzczony 3 września 1905 roku. Wraz z rodziną zamieszkiwał na lwowskim Zniesieniu. Jego rodzicami byli Kasper Petrykiewicz (właściciel niedużej posiadłości i wójt Zasania) i Rozalia z domu Gruszecka. Miał trzy siostry i czterech braci: Zygmunta (walczył w obronie Lwowa w 1918 roku, zm. w 1933 roku po operacji, pochowany na Cmentarzu Obrońców Lwowa), Józefa (1898–1990, obrońca Lwowa, działacz społeczny, do 1939 roku radny Lwowa, po wojnie działacz emigracyjny), Romana (uczestnik obrony Lwowa z 1918 roku, zm. 17 stycznia 1986 roku w Warszawie w wieku 85 lat), Tadeusza (obrońca Lwowa z 1918 roku, zm. 12 grudnia 1985 roku w Bytomiu w wieku 82 lat).
W 1918 roku Antoni Petrykiewicz był uczniem drugiej klasy C. K. V Gimnazjum we Lwowie. Od początków listopada 1918 roku jako szeregowiec 8 kompanii 1 pułku strzelców lwowskich brał udział w obronie Lwowa w ramach wojny polsko-ukraińskiej. Podczas walk o fabrykę obuwia „Gafota” oraz w obronie rzeźni miejskiej wykazał się olbrzymią odwagą. Jako żołnierz oddziału „Straceńców” dowodzonego przez por. dr Romana Abrahama brał czynny udział w walkach o Górę Stracenia. Swoją ostatnią bitwę Antoni stoczył na obrzeżach Lwowa w walkach o Persenkówkę, w czasie której został ciężko ranny 28 grudnia 1918 roku. Zmarł w szpitalu na Politechnice Lwowskiej 14 stycznia 1919 roku, dwa dni później został pochowany na Cmentarzu Łyczakowskim. Od cmentarnej bramy aż do miejsca pochówku trumnę z jego ciałem nieśli czterej jego starsi bracia, a za nimi postępowała matka z ojcem.
Wszyscy Petrykiewiczowie brali udział w obronie Lwowa (pięciu braci oraz ojciec, który dostarczał amunicję Polakom w oblężonej Rzeźni Miejskiej na północy miasta). Czterech z tej rodziny spoczęło na Cmentarzu Orląt we Lwowie – oprócz Antoniego byli to jego ojciec Kasper, stryj Michał i brat Zygmunt.
Generał Roman Abraham w jednej ze swych prac napisał:

W moim oddziale Góry Stracenia walczył od pierwszych dni listopadowych uczeń II klasy gimnazjalnej ś.p. Antoni Petrykiewicz w wieku lat 13. Ciężko ranny w walce pod Persenkówką dnia 28-go grudnia 1918r., zmarł z ran w szpitalu na Politechnice.

Fragment inskrypcji z nagrobka na Cmentarzu Orląt Lwowskich:

szer. Petrykiewicz Antoni, lat 13, uczeń II klasy gimnazjum V z odcinka III Góra Stracenia, ranny 23.XII. na Persenkówce, †16 I 1919 r, kawaler Virtuti Militari, 3 krz. wal., odznaką rycerzy śmierci, oddz. III odc. Orlęta

Po ekshumacji jego szczątki w 1932 roku zostały pochowane w krypcie katakumby IV na Cmentarzu Obrońców Lwowa.
Nazwisko Antoniego Petrykiewicza zostało wymienione na tablicy umieszczonej na Pomniku Obrońców Lwowa na Persenkówce.
Jego wizerunek znajduje się na 18. stronie polskich paszportów wydawanych od 5 listopada 2018 roku.

## Odznaczenia
Dekretem Naczelnika Państwa Józefa Piłsudskiego z 10 sierpnia 1922 roku (L. 13937/V/M) został pośmiertnie odznaczony Krzyżem Srebrnym Orderu Wojskowego Virtuti Militari nr 2986 i przeszedł do historii, jako najmłodszy kawaler tego orderu (wymieniony wśród odznaczonych żołnierzy późniejszego 38 pułku piechoty Strzelców Lwowskich). Dekoracja VM została dokonana 17 kwietnia 1921 roku we Lwowie przez gen. broni Tadeusza Rozwadowskiego. Otrzymał także trzykrotnie Krzyż Walecznych.
Zarządzeniem prezydenta Rzeczypospolitej Ignacego Mościckiego z 4 listopada 1933 roku został pośmiertnie odznaczony Krzyżem Niepodległości za pracę w dziele odzyskania niepodległości.
Pośmiertnie został uhonorowany także Krzyżem Obrony Lwowa i innymi odznaczeniami.

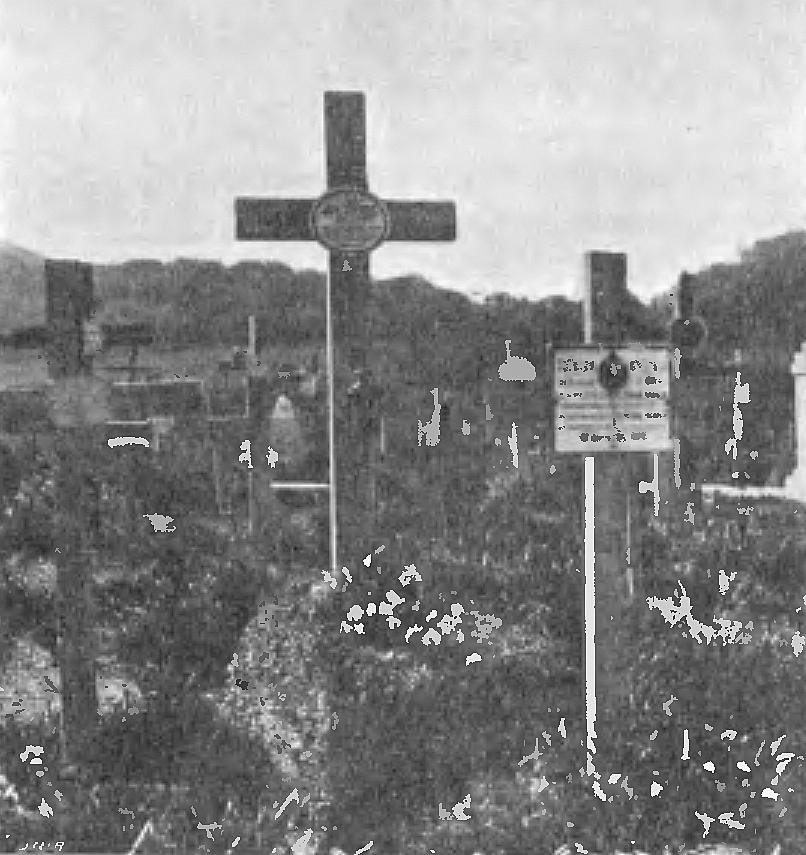
Groby Czesława Antoniego Bieleckiego i Antoniego Petrykiewicza (przed 1926)

## Lwowski Listopad
(fragment wiersza Henryka Zbierzchowskiego dotyczący Antoniego Petrykiewicza)
W pamięci ten żołnierz mały,
Który ocalił Lwów.
Dla Polski chwały:
Czapka większa od głowy,
Pod którą widać włos płowy.
A na obszernym mundurze
Jak ze starszego brata
Na łacie łata,
Dziura na dziurze.